# Mihálisz Éxarhosz
Mihálisz Éxarhosz (Μιχάλης Έξαρχος), angolosan Mihalis Exarchos, művésznevén Stereo Mike (Pireusz, 1978. október 18. — ) görög énekes–rapper.

## Életrajz
Már gyerekkorától kezdve fontos tényező volt a zene. Tizennyolc éves korában az Egyesült Királyságba ment tanulni, ahol négy év alatt diplomát szerzett zenei technológus és hangmérnök szakon. Zeneszerzőként és hangmérnökként kezdett el dolgozni egy kiadónál. A sok munka meghozta a gyümölcsét, egy másik kiadónál sikerült megkapnia első lemezszerződését 2006-ban. Az albumon szereplő “I Polis” (A város) című dal jelölve volt a legjobb hiphopvideó díjra a VMA díjátadón. 2008-ban megnyerte a legjobb görög alakulat címet és jelölték a legjobb európai alakulat címre az MTV Európai Zenei Díjátadón. 2009-ben körbeturnézta Görögországot és jelölték az év legjobb férfi előadója címre. 2009-ben a londoni Westminster Egyetem zenei karának egyetemi adjunktusa lett. 2011. március 2-án kiválasztották Görögország képviseletére az 56. Eurovíziós Dalversenyre, a Watch My Dance című dallal, amit Lúkasz Jórkasszal közösen adott elő a május 10-i elődöntőben, ahol első helyen továbbjutottak a szombati döntőbe. Május 14-én a hetedik helyen végeztek a Dalverseny huszonöt fős döntőjében.

## Fordítás
- Ez a szócikk részben vagy egészben  a   Stereo Mike című angol Wikipédia-szócikk fordításán alapul.  Az eredeti cikk szerkesztőit annak laptörténete sorolja fel. Ez a jelzés csupán a megfogalmazás eredetét és a szerzői jogokat jelzi, nem szolgál a cikkben szereplő információk forrásmegjelöléseként.